# Brodské
Brodské (in ungherese Gázlós) è un comune della Slovacchia facente parte del distretto di Skalica, nella regione di Trnava.
Ha dato i natali al patriota e insegnante Martin Čulen.